# Station Ballyhaunis
Station Ballyhaunis is een spoorwegstation in Ballyhaunis in het  Ierse  graafschap Mayo. Het station ligt aan de lijn  Dublin - Westport. Via Manulla Junction is er een verbinding met Ballina. Ballyhaunis wordt veel gebruikt door pelgrims die naar Knock reizen. Volgens de dienstregeling van 2015  vertrekken er dagelijks vijf treinen in de richting Dublin en vier in de richting Westport/Ballina.